# Tony Heinz
Tony F. Heinz (Palo Alto, 30 de abril de 1956) é um físico estadunidense.
Recebeu o Prêmio Julius Springer de Física Aplicada de 2008. É fellow da American Physical Society.

## Publicações selecionadas
- com F. Wang u. a.: The optical resonances in carbon nanotubes arise from excitons, Science, Volume 308, 2005, p.  838–841
- com K.F. Mak u. a.: Measurement of the optical conductivity of graphene, Phys. Rev. Lett., Volume 101, 2008, p. 196405
- com K.F. Mak u. a.: Atomically Thin: A New Direct-Gap Semiconductor, Phys. Rev. Lett., Volume 105, 2010, p. 136805
- com C. Lee u. a.: Anomalous Lattice Vibrations of Single- and Few-Layer MoS2, ACS Nano, Volume 4, 2010, p. 2695–2700
- com K.F. Mak u. a.: Control of valley polarization in monolayer MoS2 by optical helicity, Nature Nanotechnology, Volume 7, 2012, p. 494
- com S.Z. Butler u. a.: Progress, challenges, and opportunities in two-dimensional materials beyond graphene, ACS Nano, Volume 7, 2013, p. 2898–2926
- com K.F. Mak u. a.: Tightly bound trions in monolayer MoS2, Nature Materials, Volume 12, 2013, p. 207
- com A.M. Van Der Zande u. a.: Grains and grain boundaries in highly crystalline monolayer molybdenum disulphide, Nature Materials, Volume 12, 2013, p. 554
- com X. Xu u. a.: Spin and pseudospins in layered transition metal dichalcogenides, Nature Physics, Volume 10, 2014, p. 343
- com C.H. Lee u. a.: Atomically thin p–n junctions with van der Waals heterointerfaces, Nature Nanotechnology, Volume 9, 2014, p. 676